# Liste der Nummer-eins-Hits in den USA (1944)
Dies ist eine Liste der Nummer-eins-Hits in den von Billboard ermittelten Best-Sellers-in-Stores-Charts (Verkaufscharts) in den USA im Jahr 1944. In diesem Jahr gab es zwölf Nummer-eins-Singles.
| ← 1943 ← | Liste der Nummer-eins-Hits in den USA | Liste der Nummer-eins-Hits in den USA                                       | Liste der Nummer-eins-Hits in den USA                                   | 1945 →                    |
| \| Zeitraum \| Wo. ges. \| Interpret \| Titel Autor(en) \| Zusätzliche Informationen \| \| (Zeitraum, Wochen auf Platz eins, Interpret, Titel, Autor[en], zusätzliche Informationen) \| \| \| \| \| \| ----------------------------------------------------------------------------------------- \| -------- \| --------------------------------------------------------------------------- \| -------------------------------------------------------------------------- \| ------------------------- \| \| 6. November 1943 – 28. Januar 1944 12 Wochen (insgesamt 12) \| 12 \| The Mills Brothers \| Paper Doll[1] Johnny S. Black \| - \| \| 29. Januar 1944 – 3. März 1944 5 Wochen (insgesamt 5) \| 5 \| Glen Gray & Casa Loma Orchestra with Eugenie Baird \| My Heart Tells Me (Should I Believe My Heart)[2] Harry Warren, Mack Gordon \| - \| \| 4. März 1944 – 21. April 1944 7 Wochen (insgesamt 7) \| 7 \| Jimmy Dorsey & His Orchestra with Bob Eberly & Kitty Kallen \| Bésame mucho[3] Consuelo Velázquez, Sunny Skylar \| - \| \| 22. April 1944 – 5. Mai 1944 2 Wochen (insgesamt 2) \| 2 \| Guy Lombardo & His Royal Canadians with Skip Nelson & The Lombardo Trio \| It’s Love-Love-Love[4] Mack David, Joan Whitney, Alex Kramer \| - \| \| 6. Mai 1944 – 9. Juni 1944 5 Wochen (insgesamt 5) \| 5 \| Bing Crosby with John Scott Trotter & His Orchestra \| I Love You[5] Cole Porter \| - \| \| 10. Juni 1944 – 30. Juni 1944 3 Wochen (insgesamt 4) \| 4 \| Harry James & His Orchestra with Dick Haymes \| I’ll Get By (As Long as I Have You)[6] Fred E. Ahlert, Roy Turk \| - \| \| 1. Juli 1944 – 7. Juli 1944 1 Woche (insgesamt 4) \| 4 \| Bing Crosby with John Scott Trotter & His Orchestra \| I’ll Be Seeing You[7] Irving Kahal, Sammy Fain \| - \| \| 8. Juli 1944 – 14. Juli 1944 1 Woche (insgesamt 4) \| 4 \| Harry James & His Orchestra with Dick Haymes \| I’ll Get By (As Long as I Have You) Fred E. Ahlert, Roy Turk \| - \| \| 15. Juli 1944 – 4. August 1944 3 Wochen (insgesamt 4) \| 4 \| Bing Crosby with John Scott Trotter & His Orchestra \| I’ll Be Seeing You Irving Kahal, Sammy Fain \| - \| \| 5. August 1944 – 6. Oktober 1944 9 Wochen (insgesamt 9) \| 9 \| Bing Crosby with John Scott Trotter & His Orchestra & The Williams Brothers \| Swinging on a Star[8] Jimmy Van Heusen, Johnny Burke \| - \| \| 7. Oktober 1944 – 13. Oktober 1944 1 Woche (insgesamt 5) \| 5 \| The Mills Brothers \| You Always Hurt the One You Love[9] Allan Roberts, Doris Fisher \| - \| \| 14. Oktober 1944 – 20. Oktober 1944 1 Woche (insgesamt 4) \| 4 \| Dinah Shore \| I’ll Walk Alone[10] Jule Styne, Sammy Cahn \| - \| \| 21. Oktober 1944 – 3. November 1944 2 Wochen (insgesamt 5) \| 5 \| The Mills Brothers \| You Always Hurt the One You Love Allan Roberts, Doris Fisher \| - \| \| 4. November 1944 – 24. November 1944 3 Wochen (insgesamt 4) \| 4 \| Dinah Shore \| I’ll Walk Alone Jule Styne, Sammy Cahn \| - \| \| 25. November 1944 – 8. Dezember 1944 2 Wochen (insgesamt 5) \| 5 \| The Mills Brothers \| You Always Hurt the One You Love Allan Roberts, Doris Fisher \| - \| \| 9. Dezember 1944 – 22. Dezember 1944 2 Wochen (insgesamt 2) \| 2 \| The Ink Spots & Ella Fitzgerald \| I’m Making Believe[11] James V. Monaco, Mack Gordon \| - \| \| 23. Dezember 1944 – 9. Februar 1945 7 Wochen (insgesamt 8) \| 8 \| Bing Crosby & The Andrews Sisters with Vic Schoen & His Orchestra \| Don’t Fence Me In[12] Cole Porter \| - \| |                                       |                                                                             |                                                                         |                           |
| ← 1943 |                                       |                                                                             |                                                                         | → 1945 →                  |
| Zeitraum | Wo. ges.                              | Interpret                                                                   | Titel Autor(en)                                                         | Zusätzliche Informationen |
| (Zeitraum, Wochen auf Platz eins, Interpret, Titel, Autor[en], zusätzliche Informationen) |                                       |                                                                             |                                                                         |                           |
| 6. November 1943 – 28. Januar 1944 12 Wochen (insgesamt 12) | 12                                    | The Mills Brothers                                                          | Paper Doll Johnny S. Black                                              | -                         |
| 29. Januar 1944 – 3. März 1944 5 Wochen (insgesamt 5) | 5                                     | Glen Gray & Casa Loma Orchestra with Eugenie Baird                          | My Heart Tells Me (Should I Believe My Heart) Harry Warren, Mack Gordon | -                         |
| 4. März 1944 – 21. April 1944 7 Wochen (insgesamt 7) | 7                                     | Jimmy Dorsey & His Orchestra with Bob Eberly & Kitty Kallen                 | Bésame mucho Consuelo Velázquez, Sunny Skylar                           | -                         |
| 22. April 1944 – 5. Mai 1944 2 Wochen (insgesamt 2) | 2                                     | Guy Lombardo & His Royal Canadians with Skip Nelson & The Lombardo Trio     | It’s Love-Love-Love Mack David, Joan Whitney, Alex Kramer               | -                         |
| 6. Mai 1944 – 9. Juni 1944 5 Wochen (insgesamt 5) | 5                                     | Bing Crosby with John Scott Trotter & His Orchestra                         | I Love You Cole Porter                                                  | -                         |
| 10. Juni 1944 – 30. Juni 1944 3 Wochen (insgesamt 4) | 4                                     | Harry James & His Orchestra with Dick Haymes                                | I’ll Get By (As Long as I Have You) Fred E. Ahlert, Roy Turk            | -                         |
| 1. Juli 1944 – 7. Juli 1944 1 Woche (insgesamt 4) | 4                                     | Bing Crosby with John Scott Trotter & His Orchestra                         | I’ll Be Seeing You Irving Kahal, Sammy Fain                             | -                         |
| 8. Juli 1944 – 14. Juli 1944 1 Woche (insgesamt 4) | 4                                     | Harry James & His Orchestra with Dick Haymes                                | I’ll Get By (As Long as I Have You) Fred E. Ahlert, Roy Turk            | -                         |
| 15. Juli 1944 – 4. August 1944 3 Wochen (insgesamt 4) | 4                                     | Bing Crosby with John Scott Trotter & His Orchestra                         | I’ll Be Seeing You Irving Kahal, Sammy Fain                             | -                         |
| 5. August 1944 – 6. Oktober 1944 9 Wochen (insgesamt 9) | 9                                     | Bing Crosby with John Scott Trotter & His Orchestra & The Williams Brothers | Swinging on a Star Jimmy Van Heusen, Johnny Burke                       | -                         |
| 7. Oktober 1944 – 13. Oktober 1944 1 Woche (insgesamt 5) | 5                                     | The Mills Brothers                                                          | You Always Hurt the One You Love Allan Roberts, Doris Fisher            | -                         |
| 14. Oktober 1944 – 20. Oktober 1944 1 Woche (insgesamt 4) | 4                                     | Dinah Shore                                                                 | I’ll Walk Alone Jule Styne, Sammy Cahn                                  | -                         |
| 21. Oktober 1944 – 3. November 1944 2 Wochen (insgesamt 5) | 5                                     | The Mills Brothers                                                          | You Always Hurt the One You Love Allan Roberts, Doris Fisher            | -                         |
| 4. November 1944 – 24. November 1944 3 Wochen (insgesamt 4) | 4                                     | Dinah Shore                                                                 | I’ll Walk Alone Jule Styne, Sammy Cahn                                  | -                         |
| 25. November 1944 – 8. Dezember 1944 2 Wochen (insgesamt 5) | 5                                     | The Mills Brothers                                                          | You Always Hurt the One You Love Allan Roberts, Doris Fisher            | -                         |
| 9. Dezember 1944 – 22. Dezember 1944 2 Wochen (insgesamt 2) | 2                                     | The Ink Spots & Ella Fitzgerald                                             | I’m Making Believe James V. Monaco, Mack Gordon                         | -                         |
| 23. Dezember 1944 – 9. Februar 1945 7 Wochen (insgesamt 8) | 8                                     | Bing Crosby & The Andrews Sisters with Vic Schoen & His Orchestra           | Don’t Fence Me In Cole Porter                                           | -                         |